# Collingham (Yorkshire de l'Ouest)
Pour le village du Nottinghamshire, voir Collingham (Nottinghamshire).
Collingham est un village et une paroisse civile du Yorkshire de l'Ouest, en Angleterre. Il est situé dans le Wharfedale, la vallée de la Wharfe, à 3 km au sud-est de la ville de Wetherby. Administrativement, il relève du district de la Cité de Leeds. Au recensement de 2011, il comptait 2 991 habitants.
L'église du village, dédiée à saint Oswald, remonte à l'époque anglo-saxonne, mais le bâtiment a subi de nombreux changements au cours des siècles.